# 라도미르 푸트니크
라도미르 푸트니크(세르비아어: Радомир Путник / Radomir Putnik, 1847년 1월 24일 ~ 1917년 5월 17일)는 세르비아의 육군 원수이며, 발칸 전쟁과 제1차 세계 대전에 참전하였다. 그는 제1차 세계 대전에 참가하여, 프랑스의 니스에서 군사 작전을 벌이던 중, 지병인 폐기종으로 사망했다. 캐나다의 앨버타주에서는 그의 이름을 딴 푸트니크 산이 있다.

## 주요 요직
- 3군 산악 포병 중대장, 1867년 1월
- 4군 산악 포병 중대장, 1867년 4월
- 차차크(Čačak) 의용군 중대장, 1868년 10월
- 메르제츠카 포병 중대장, 1871년 2월
- 공병 감독, 1872년 10월
- Duties at Department of the Artillery, 1874년 1월
- 크라구예바츠 병기창의 지도자, 1875년
- 루디니크 여단의 제1 부관, 1876년 4월
- 루드니크 여단의 Chief of staff, 1876년 6월
- 루드니크 여단장, 1876년
- 브라녜 군사 지구의 지도자, 1878년
- 국방성 공병 감독, 1879년
- Chief of staff of Division of standing army, 1880년
- 토플리카 군사 지구의 지도자, 1881년 4월
- 국방성 공병 감독, 1883년 3월 (2회 연임)
- 다뉴브 사단장, 1883년 9월
- Chief of Foreign Intelligence Department of Operational Department of Main General Staff, 1886년
- Chief of Operational Department of Main General Staff, 1888년 4월
- Deputy Chief of Main General Staff]], 1890년
- President of examination committee for a rank of major(소령계급 아님), 1893년 3월
- 슈마디야 사단장, 1893년 6월
- President of examination committee for a rank of major(소령계급 아님), 1894년 4월
- Deputy Chairman of the Military Court of Cassation, 1895년 1월
- 1896년 10월 26일 은퇴
- 1903년 복직과 함께 육군대장으로 승진
- Chief of the General Staff, 1903년

## 서훈 내역
- 카라조르제의 별 무공훈장, 세르비아
- 카라조르제의 별 훈장, 세르비아
- 타코보 십자 훈장, 세르비아
- 세르비아 흰독수리 훈장, 세르비아
- 성 사바 훈장, 세르비아
- 용기 금메달, 세르비아
- 용기 은메달, 세르비아
- 페타르 1세 메달, 세르비아
- 세르비아-투르크 전쟁 메달, 세르비아
- 세르비아-불가리아 전쟁 메달, 세르비아
- 제1차 발칸전쟁 메달, 세르비아
- 제2차 발칸전쟁 메달, 세르비아
- 성 스타니슬라프 훈장, 러시아
- 성 게오르기 훈장, 러시아
- 세인트마이클앤드세인트조지 훈장, 영국
- 레지옹 도뇌르, 프랑스
- 루마니아 왕관 훈장, 루마니아
- Order of the Iron Crown, 오스트리아-헝가리
- 불가리아 군인훈장, 불가리아

## 같이 보기
- 지보인 미시치